# Sybra schultzeana
Sybra schultzeana là một loài bọ cánh cứng trong họ Cerambycidae.